# آکوئدوکتو د لس میلاگروس
آکوئِـدوکتو دِ لُس میلاگروس (به اسپانیایی: Acueducto de los Milagros) به‌معنای «آب‌گذر معجزه‌آسا»، ویرانه‌ای از یک آب‌گذر رومی در شهر مریدای اسپانیاست. این ناحیه در عهد باستان مستعمره‌ای رومی به‌نام آگوستا امریتا بود.
تنها بخش کوچکی از این آب‌گذر هنوز پا برجای مانده است که شامل ۳۸ ستون قوسی‌شکل به ارتفاع ۲۵ متر و طولی پیرامون ۸۳۰ متر می‌شود. این سازه در زمان خود کار آبرسانی به شهر را از منبعی موسوم به لاگو دِه پروسِرپینا که خود از نهری به‌نام لاس پاردیاس در ۵ کیلومتری شمال شرقی مریدا تغذیه می‌شده برعهده داشته است.
تصور بر آن است که این آب‌گذر در سدهٔ یکم میلادی ساخته شده و فاز دوم ساخت یا نوسازی آن در حدود سال ۳۰۰ اتفاق افتاده باشد. هیبت بنا و ترسی که در ساکنان مریدا ایجاد می‌کرد سبب شد تا آنان این آب‌گذر را آب‌گذر معجزه‌آسا بنامند. آکوئِـدوکتو دِ لُس میلاگروس یکی از سه آبگذری است که در مریدا ساخته شد. آبگذر ۱۵ کیلومتری آکوا آگوستا که از منبع کورنالوو تغذیه می‌شد و آبگذر سن لازارو که کانال‌های زیرزمینی آب آن را تأمین می‌کردند دو آبگذر دیگر شهر مِریدا بودند. همچنین در مجاورت این آبگذر پل رومی کوچکی به نام پوئنته دِ آلبارِگاس قرار دارد که به موازات آن کشیده شده است.
آکوئِـدوکتو دِ لُس میلاگروس در سال ۱۹۹۳ به‌عنوان بخشی از مجموعهٔ باستانی اِمِریتا آگوستا در فهرست میراث جهانی یونسکو به ثبت رسید.